# Rhodopidae
Rhodopidae Ihering, 1876 è una famiglia di molluschi nudibranchi. È l'unica famiglia della superfamiglia Rhodopoidea.

## Tassonomia
La famiglia comprende i seguenti generi e specie:
- Rhodope Koelliker, 1847
  - Rhodope crucispiculata Salvini-Plawen, 1991
  - Rhodope marcusi Salvini-Plawen, 1991
  - Rhodope placozophagus Cuervo-González, 2017
  - Rhodope roskoi Haszprunar & Heß, 2005
  - Rhodope rousei Brenzinger, N. G. Wilson & Schrödl, 2011
  - Rhodope transtrosa Salvini-Plawen, 1991
  - Rhodope veranii Koelliker, 1847
- Helminthope Salvini-Plawen, 1991
  - Helminthope psammobionta Salvini-Plawen, 1991